# Real (kommun i Spanien)
Real är en kommun i Spanien.   Den ligger i provinsen Província de València och regionen Valencia, i den östra delen av landet, 290 km öster om huvudstaden Madrid. Antalet invånare är 2 330. Arean är 18,3 kvadratkilometer. Real gränsar till Llombai, Montserrat, Montroy och Dos Aguas. 
Terrängen i Real är platt.